# Oscar Pozzi
Pour les articles homonymes, voir Pozzi.
Oscar Pozzi (né le 27 décembre 1971 à Lecco, en Lombardie) est un coureur cycliste italien.

## Biographie
Professionnel de 1997 à 2004, Oscar Pozzi a remporté le Grand Prix de l'industrie, du commerce et de l'artisanat de Carnago en 1996.

## Palmarès

### Palmarès amateur
- 1989
  - Giro della Castellania
- 1990
  - Sondrio-Livigno
- 1991
  - 2e du Gran Premio Colli Rovescalesi
- 1992
  - Giro della Valsesia
  - Coppa d'Argento Giovanni Brunero
  - Coppa Pinot La Versa
  - Sondrio-Livigno
  - 2e de Turin-Bielle
  - 3e du Giro del Canavese
- 1993
  - Grand Prix Santa Rita
  - 2e étape du Tour des Abruzzes
  - Piccola Tre Valli Varesine
  - 2e de la Freccia dei Vini
  - 2e de la Coppa d'Inverno
  - 3e de Florence-Viareggio
- 1994
  - 2e du Tour des Abruzzes
- 1995
  - Trofeo Vinavil
  - 3e du Gran Premio Capodarco
  - 3e de la Piccola Tre Valli Varesine
- 1996
  - Trofeo Pina e Mario Bazzigaluppi
  - 4e étape du Tour des Abruzzes
  - Trofeo CS Labor
  - Grand Prix de l'industrie, du commerce et de l'artisanat de Carnago
  - 2e du Tour des Abruzzes
  - 3e du Gran Premio Inda

### Palmarès professionnel
- 1999
  - 2e du Grand Prix de l'industrie, du commerce et de l'artisanat de Carnago
- 2003
  - 3e du Gran Premio Città di Rio Saliceto e Correggio

## Résultats sur les grands tours

### Tour de France
3 participations
- 1998 : 32e
- 2001 : abandon (16e étape)
- 2002 : abandon (12e étape)

### Tour d'Italie
4 participations
- 1999 : 49e
- 2000 : 61e
- 2003 : 75e
- 2004 : 72e

### Tour d'Espagne
1 participation
- 1999 : 73e